# هانی عمامو
هانی عمامو (عربی: هاني عمامو؛ زادهٔ ۱۶ سپتامبر ۱۹۹۷) بازیکن فوتبال اهل تونس است.
از باشگاه‌هایی که در آن بازی کرده‌است می‌توان به باشگاه فوتبال صفاقسی اشاره کرد.